# Svart jordtunga
Svart jordtunga (Geoglossum umbratile) är en svampart som beskrevs av Sacc. 1878. Svart jordtunga ingår i släktet Geoglossum och familjen Geoglossaceae.  Arten är reproducerande i Sverige. Inga underarter finns listade i Catalogue of Life.

## Källor

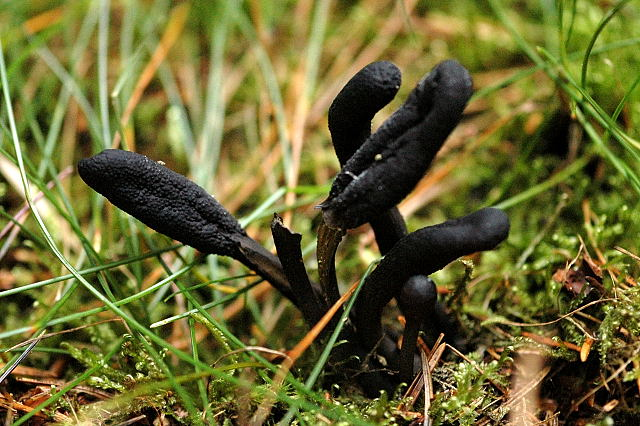